# Apateu, Arad
Apateu este satul de reședință al comunei cu același nume din județul Arad, Crișana, România. Este localizat în Câmpia Crișurilor.